# Szczęściarz (film 2012)
Szczęściarz (ang. The Lucky One) – amerykański melodramat na podstawie powieści Nicholasa Sparksa, wydanej w 2008 roku. Romantyczna historia żołnierza powracającego z długoletniej służby w Iraku. Film zrealizowano w Nowym Orleanie (Luizjana, USA).

## Opis fabuły
Żołnierz marines, sierżant Logan Thibault powraca z kilkuletniej misji w Iraku. Z powodu znalezionej podczas misji fotografii, podejmuje decyzję o odnalezieniu kobiety ze zdjęcia. Po pewnym czasie udaje mu się dowiedzieć, że poszukiwaną przez niego dziewczyną jest Beth, która wraz z rodziną prowadzi schronisko dla zwierząt. Pomimo początkowej nieufności, między Loganem a dziewczyną zaczyna iskrzyć. Niestety, gdy prawda wychodzi na jaw, rozpoczyna się splot wydarzeń, który nie sprzyja ich uczuciu.

## Obsada
| Aktor/Aktorka        | Bohater            |
| -------------------- | ------------------ |
| Zac Efron            | Logan Thibault     |
| Taylor Schilling     | Beth Clayton       |
| Blythe Danner        | Ellie (Nana)       |
| Jay R. Ferguson      | Keith Clayton      |
| Riley Thomas Stewart | Ben Clayton        |
| Adam LeFevre         | Judge Clayton      |
| Joe Chrest           | Deputy Moore       |
| Ann McKenzie         | Charlotte Clayton  |
| Kendal Tuttle        | Drake "Aces" Green |
| Robert Terrell Hayes | Victor             |
| Russ Comegys         | Roger Lyle         |
| Sharon Morris        | Principal Miller   |

- Rola Logana była pisana z myślą o obsadzeniu w niej Ryana Goslinga[2].
- Początkowo rolę Thibaulta miał zagrać Daniel Radcliffe[1].
- Abbie Cornish i Katie Cassidy ubiegały się o rolę Beth Clayton. Ostatecznie przegrały w rywalizacji z Taylor Schilling[1].

## Nagrody
| Nagroda                     | Kategoria                                          | Nominacja                    | Wynik     |
| --------------------------- | -------------------------------------------------- | ---------------------------- | --------- |
| Teen Choice Awards 2012     | Ulubiony aktor: Dramat                             | Zac Efron                    | wygrana   |
| Teen Choice Awards 2012     | Ulubiony aktor: Romance                            | Zac Efron                    | wygrana   |
| Teen Choice Awards 2012     | Ulubiona aktorka: Romans                           | Taylor Schilling             | nominacja |
| Teen Choice Awards 2012     | Ulubiony film: Dramat                              | Szczęściarz                  | wygrana   |
| Teen Choice Awards 2012     | Najlepszy Pocałunek                                | Zac Efron & Taylor Schilling | nominacja |
| Teen Choice Awards 2012     | Ulubiony film: Romans                              | Szczęściarz                  | nominacja |
| People's Choice Awards 2013 | Ulubiony Dramat                                    | Szczęściarz                  | nominacja |
| People's Choice Awards 2013 | Ulubiony aktor filmu dramatycznego                 | Zac Efron                    | wygrana   |
| Young Artist Awards 2013    | Najlepszy występ w filmie fabularnym – Młody aktor | Riley Thomas Stewart         | nominacja |